# Joyride (Roxette-låt)
Joyride, skriven av Per Gessle, var den första singeln från den svenska popduon Roxettes album Joyride, uppföljaren på duons framgångsrika Look Sharp!. Singeln "Joyride" toppade listorna i Europa, Kanada och Australien, men nådde bara fjärde plats i Storbritannien. Den tillbringade en vecka på första plats på Billboard Hot 100 i USA, den 11 maj 1991. I Sverige låg sången på Trackslistan där den blev årets tredje största hit.

## Övrigt
- Joyride utkom även på video, som spelades in i öknen utanför Los Angeles i delstaten Kalifornien i USA. I videon sitter Per Gessle och Marie Fredriksson sitter på motorhuven på en Ferraribil, där föraren tvärnitar precis innan bilen kommer till ett stup vid en klippa.
- Sångens refräng är berömd, och lyder "Hello you fool, I love you". Idén fick Per Gessle då hans käresta Åsa gick ut och handlade, och lämnade en lapp på hans piano, där det stod: "Hej din tok, jag älskar dig" "[1].
- Under Stanley Cup-slutspelet 1994 blev låten introhymn för Vancouver Canucks då spelarna åkte in på isen.
- Ordet Joyride är engelskt, och betyder ungefär "glädjefärd". Det innebär att man nöjesåker omkring i en bil, utan något på förhand bestämt resmål. Oftast används ordet om bilresor som genomförs i hög fart i stulen bil av ungdomar som ännu inte har körkortsåldern inne, och försöker undkomma polisen. Detta fenomen var på den tiden omskrivet i de brittiska massmedierna, och vissa påstod att videon skulle inspirera till detta. I Storbritannien visades videon sällan. Roxettes sång Joyride handlar om kärlek men beskriver även trafiksituationer.

## Listplaceringar och försäljning
| Lista (1991)                               | Topplacering |
| ------------------------------------------ | ------------ |
| Australiska ARIA- singellistan             | 1            |
| Österrikiska singellistan                  | 1            |
| Belgiska singellistan                      | 1            |
| Kanadensiska singellistan                  | 1            |
| Nederlandse Top 40                         | 1            |
| Eurochart Hot 100                          | 1            |
| Franska SNEP-singellistan                  | 39           |
| Tyska singellistan                         | 1            |
| Irländska singellistan                     | 9            |
| Italienska singellistan                    | 4            |
| Nyzeeländska RIANZ-singellistan            | 3            |
| Norska singellistan                        | 1            |
| Svenska singellistan                       | 1            |
| Schweiziska singellistan                   | 1            |
| Brittiska singellistan                     | 4            |
| US Billboard Hot 100                       | 1            |
| US Billboard Hot Adult Contemporary Tracks | 21           |

| Årsskifteslista (1991)    | Placering |
| ------------------------- | --------- |
| Australiska singellistan  | 9         |
| Österrikiska singellistan | 6         |
| Nederlandse Top 40        | 11        |
| Schweiziska singellistan  | 2         |

| Land      | Certifikat | Datum           | Sålda exemplar |
| --------- | ---------- | --------------- | -------------- |
| Österrike | Guld       | 24 april 1991   | 15 000         |
| Kanada    | Guld       | 29 maj 1991     | 50 000         |
| Tyskland  | Guld       | 2005            | 250 000        |
| Sverige   | Platina    | 15 oktober 1992 | 20 000         |